# Mbugani (Mwanza)
Mbugani è una circoscrizione urbana (urban ward) della Tanzania situata nel distretto di Nyamagana, regione di Mwanza. Conta una popolazione di 39 041 abitanti (censimento 2012).